# Чалый, Александр Никитович
Александр Никитович Чалый (1918—1943) — ефрейтор Рабоче-крестьянской Красной Армии, участник Великой Отечественной войны, Герой Советского Союза (1944).

## Биография
Родился в 1918 года в селе Лемещино (ныне — Золочевский район Харьковской области Украины). Окончив школу, работал в колхозе. В октябре 1939 года был призван на службу в Рабоче-крестьянскую Красную Армию. С марта 1942 года — на фронтах Великой Отечественной войны.
К октябрю 1943 года ефрейтор Александр Чалый командовал отделением 42-го отдельного сапёрного батальона 136-й стрелковой дивизии 51-го стрелкового корпуса 38-й армии Воронежского фронта. Отличился во время битвы за Днепр. Отделение под командованием Александра Чалого в течение трёх дней переправляло советские части на Лютежский плацдарм, несмотря на массированные авианалёты и артобстрелы.
27 декабря 1943 года погиб в бою на территории Киевской области. Похоронен в селе Германовка Обуховского района Киевской области Украины.
Указом Президиума Верховного Совета СССР «О присвоении звания Героя Советского Союза генералам, офицерскому, сержантскому и рядовому составу Красной Армии» от 10 января 1944 года за «образцовое выполнение боевых заданий командования на фронте борьбы с немецкими захватчиками и проявленные при этом отвагу и геройство» ефрейтор Александр Чалый посмертно был удостоен высокого звания Героя Советского Союза. Также был награждён орденом Ленина и медалью.
Его бюст установлен в Золочеве.